# シフィウェ・チャバララ
ローレンス・シフィウェ・チャバララ（Lawrence Siphiwe Tshabalala, 1984年9月25日 - ）は、南アフリカ共和国ソウェト出身のサッカー選手。BBエルズルムスポル所属。2010 FIFAワールドカップ・南アフリカ代表。ポジションはMF。

## 経歴
2010年6月12日、2010 FIFAワールドカップ開幕戦の南アフリカ対メキシコ戦において、後半9分に大会のオープニングゴールを決めた。6月22日のグループリーグ第3戦・フランス戦ではコーナーキックを蹴り、ボンガニ・クマロのヘディングゴールを演出した。

## 所属クラブ
- アレクサンドラ・ユナイテッドFC 2003-2004
- フリー・ステイト・スターズFC 2004-2007
- カイザー・チーフスFC 2007-2018
- BBエルズルムスポル 2018-

## 代表歴

### 出場大会
- 南アフリカ代表
  - 2010 FIFAワールドカップ

### 試合数
- 国際Aマッチ 89試合 12得点（2006年-2017年）[2]

| 南アフリカ代表 | 国際Aマッチ | 国際Aマッチ |
| 年             | 出場        | 得点        |
| -------------- | ----------- | ----------- |
| 2006           | 8           | 0           |
| 2007           | 3           | 0           |
| 2008           | 12          | 2           |
| 2009           | 16          | 1           |
| 2010           | 17          | 4           |
| 2011           | 7           | 1           |
| 2012           | 8           | 2           |
| 2013           | 14          | 2           |
| 2014           | 3           | 0           |
| 2015           | 0           | 0           |
| 2016           | 0           | 0           |
| 2017           | 1           | 0           |
| 通算           | 89          | 12          |